# Kugler Hang
Kugler Hang ist ein mit Verordnung des Regierungspräsidiums Karlsruhe vom 12. November 1982 ausgewiesenes Naturschutzgebiet mit der Nummer 2.060. 

## Lage
Das Naturschutzgebiet befindet sich im Naturraum Obere Gäue. Es liegt auf dem Gebiet der Stadt Horb am Neckar und ist Teil des FFH-Gebiets Nr. 7517-341 Horber Neckarhänge.

## Schutzzweck
Laut Verordnung ist der Schutzzweck die Erhaltung einer früher als extensive Schafweide genutzten Wacholderheide mit ihrer Ausstattung an natürlichen Landschaftselementen. Insbesondere sollen geschützt und gefördert werden:
- die offene Wacholderheide in ihrer Vegetationsstruktur sowie ihre charakteristischen Pflanzen- und Tiergemeinschaften in ihrer Artenzusammensetzung und Vielfalt;
- der Halbtrockenrasen in seiner besonderen Ausprägung als Lebensraum für wildlebende Tiere und Pflanzen.

## Flora und Fauna
Im Gebiet gedeiht die Kugelblume, die dem Hang den Namen gab. Es sind gut 270 Farn- und Blütenpflanzen und über 110 Tierarten bekannt, darunter der Neuntöter, der Kreuz-Enzian und der Himmelblaue Bläuling.